# Ана Цвејић
Ана Цвејић (Београд, 1985) српска је сликарка.

## Биографија
Рођена је 1985. године у Београду. Завршила је Музичку школу „Јосип Славенски”, одсек виолина 2004. Била је стипендиста Фонда за младе таленте Министарства спорта Републике Србије 2009—2010. Дипломирала је на Факултету ликовних уметности Универзитета уметности у Београду, одсек сликарство, у класи професора Гордана Николића 2010. године. Мастер студије је завршила на истом факултету у класи професорке Гордане Николић на одсеку сликарство 2012. Члан је Удружења ликовних уметника Србије 2013. године.
Имала је више од двадесет самосталних и учествовала је на стотинак групних изложби. Самостално је излагала у галерији Друштва књижевника Војводине и галерији Народног универзитета „Браћа Стаменковић” 2009, галерији Установе културе „Влада Дивљан” 2010, галерији „АКЦ Клупце” 2011, кафе галерији Фредом 2012, градској галерији „Мостови Балкана” у Крагујевцу 2013, галерији у Амстердаму, Центру за културу „Свети Стефан, Деспот српски” у Деспотовцу, Салону 77 у Нишу и галерији Културни центар „Лавиринт” 2014. године. Од 2009. до 2014. године је учествовала на деведесет групних изложби у земљи и иностранству.